# تیتان‌بالان
تیتان‌بالان (نام علمی: ') نام یک راسته از شاخه بندپایان است.